# Artifodina kurokoi
Artifodina kurokoi är en fjärilsart som beskrevs av Tosio Kumata 1995. Artifodina kurokoi ingår i släktet Artifodina och familjen styltmalar.
Artens utbredningsområde är Thailand. Inga underarter finns listade i Catalogue of Life.